# Actinopus ceciliae
Actinopus ceciliae är en spindelart som beskrevs av Cândido Firmino de Mello-Leitão 1931. 
Actinopus ceciliae ingår i släktet Actinopus och familjen Actinopodidae. Inga underarter finns listade i Catalogue of Life.